# You (Intwine)
You is een nummer van de Nederlandse band Intwine uit 2005. Het is de derde en laatste single van hun tweede studioalbum Perfect.
Het vrij rustige nummer werd een klein hitje in Nederland en haalde de 38e positie in de Nederlandse Top 40.